# Landstadt Gatow
Die Landstadt Gatow ist ein – im Rahmen des Regierungsumzugs gemäß dem Berlin/Bonn-Gesetz – vom Bund gestartetes Projekt im Süden des Berliner Bezirks Spandau. Dieses 36 Hektar große Wohngebiet wurde auf dem westlichen Teil des ehemaligen Flugplatzes Gatow begründet. Es bietet Platz für rund 1200 Wohnungen in Einfamilien-, Doppel- und Reihenhäusern. Bis zum letzten Kaufvertragsabschluss im Mai 2013 wurden rund 640 Häuser von Investoren und privaten Bauherren errichtet. Historisch hieß dieses Gebiet Ritterfeld.
Die Vermarktung der Grundstücke erfolgte durch die Bundesanstalt für Immobilienaufgaben in der Zeit von 1999 bis 2013. Hauptsächlich leben hier Familien mit Kindern. Infrastrukturell hat der Bund hier seit 2000 die Mary-Poppins-Grundschule, das Hans-Carossa-Gymnasium Berlin, eine derzeit von der Arbeiterwohlfahrt betriebene Kindertagesstätte mit Schulhort und einen Sportplatz errichtet. Seit Sommer 2012 ist eine ergänzende Kinderbetreuungseinrichtung (Hort) in die Grundschule eingezogen. Alle Straßen einschließlich der Erschließungsleitungen mit Vorstreckungen zu jedem Grundstück sind bereits fertiggestellt. Ein kleines Nahversorgungszentrum mit einem Supermarkt wurde Ende März 2007 eröffnet.
Das gesamte Baugebiet gehörte bis 1945 zur Gemeinde Groß Glienicke. Der Umstand, dass sich der ehemalige Flugplatz Gatow mit seinen Start- und Landebahnen bis zum Ritterfelddamm erstreckte, hatte den Bund in den 1990er Jahren veranlasst, den geografisch und katastermäßig unzutreffenden Namen Landstadt Gatow festzulegen, da Gatow näher zur westlichen Berliner Innenstadt liegt als Kladow. Trotz der abgelegenen Lage der Siedlung haben sich die Bewohner überwiegend positiv über die Wohn- und Lebensqualität ihrer Ortslage geäußert: die nahe Wald- und Wasserlandschaft und die geringe Lärmbelastung weisen einen relativ hohen Freizeitwert auf.
Bei der Definition der Ortsteile Spandaus wurde im Jahr 2003 der gesamte zu Spandau gehörende Bereich von Groß Glienicke als Bestandteil des Ortsteils Kladow gesehen, da so auch schon damals ein gemeinsames statistisches Gebiet Kladow gebildet war. Es besteht auch eine organische Einheit mit dem Ritterfelddamm als Achse.